# Viscula
VISCULA — рок-гурт, музичний стиль якого базується на основі рок-н-роллу та фанку.

## Історія

### 2002 - 2009
Рок-гурт «VISCULA» було засновано у 2002 році, в місті Луцьк. Через два тижні після першої репетиції, гурт дебютує зі своїм сольним концертом у Луцький національний технічний університет, а через два місяці вирушає у свій перший міні-тур по регіону Волинь. У 2003 році, «VISCULA» записує свій дебютний альбом «Обірвані Дзвінки». Запис здійснено на студії «Глорія». Звукорежисер - Сегій Курочкін (Руслана, Ot Vinta!). з 2002 по 2009 рік, гурт часто гастролює та дає понад 100 концертів в Україні та Польща. Поміж клубних виступів, «VISCULA» бере активну участь у фестивалях: «Я і Гітара» м.Рівне, «Прем'єра» м.Херсон, «Музичний Острів» м. Харків, «Рок-Юг» м.Миколаїв, «Суми рок-фест» м.Суми, «GBOB» м.Ужгород, «We Play Together» м.Вжешня (PL), «Together To The Top» м.Плешев (PL), «Chelmstock» м.Холм (PL). Музиканти гурту «VISCULA» інтенсивно долучаються до участі в міжнародних проєктах. У Польщі, «VISCULA» плідно співпрацює з гуртами «Etanis» (PL) та «Scrausa Bestia» (ІT) над створенням спільних музичних композицій, які в свою чергу реалізуються в запису спліт-диск. «VISCULA» акомпанує німецькій бард-співачці Claudia та польській реп-банді «Soloprojekt»; спільно «джемує» з прогресив-роковим гуртом «Augustbehn»(DE). Процес творення вищезгаданих прєктів, знімають німецькі оператори, що виливається у документальний фільм для німецького ефіру. Як наслідок усіх згаданих пригод колективу, деякі треки гурту «VISCULA» потрапляють у ротацію радіостанцій «Lublin»(PL) та «Kalish»(PL). У 2004 році, на студії «Муза» записується другий повноформатний альбом гурту який отримує назву «Сумніви Геть!». Звукорежисер - Андрій Жирнов (The Raid). «VISCULA» виступає на телебаченні, звучить на радіохвилях та активно спілкувалася зі своїми фанами. Учасники колективу дають інтерв'ю, розповідають про діяльність та творчі плани колективу. У кінці 2008 року, «VISCULA» виступає перед десятитисячною публікою на фестивалі «Про-Рок», що відбувається у місті Конотоп, після чого гурт бере паузу, яка зумовлена службою вокаліста у Збройні сили України.

### 2011 - 2014
Новий, не менш успішний етап у творчій діяльності «VISCULA» настає коли музиканти знову збирається разом у складі: Віталій Малишко (гітара), Остап Сухоцький (барабани), Назар Вальчук (вокал) та Артем Хомич (бас-гітара). Нова концертна програма активно відображається виступами на клубних та фестивальних майданчиках України. В листопаді 2012 року, в місті Івано-Франківськ, на студії «Frost Magnetic Records», гурт записує свій перший ЕР під назвою «Завжди Молодий». Міні-альбом складається з трьох авторських робіт та спільного з гуртом Пан Пупец спліту на їхню пісню «Байдарка». Бас гітарист Пан Пупец, Олег Мороз виступає в якості саунд-продюсера цієї платівки. EP схвально сприймають музичні критики, після чого, дані композиції потрапляють на ротацію до FM станцій України. На сингл «Фальш і Денс», в новорічну вечірку, знімається кліп, який розкриває веселий настрій та драйв хіпстерського руху 1 На початку 2013 року, на творчість «VISCULA» звертає увагу Самойло Андрій Михайлович гітарист гурту Бумбокс, який всіляко сприяє у вирішенні творчих та організаційних питань гурту. Колектив запрошують на маштабні фестивалі: Рок Січ м.Київ, Тарас Бульба (фестиваль) м.Дубно, «Володимир» м.Володимир-Волинський 2, «Фонари» м.Сафоново (RU), де музиканти ділять сцену з іменитими зарубіжними та українськими колективами. У вересні, на конкурсній основі, «VISCULA» представляє місто Луцьк на легендарному українському фестивалі Червона рута (фестиваль) 3 де вони перемагають у номінації «Інша Музика». Як зазначив Мирослав Мельник, директор фестивалю «Червона Рута» — «…гурт «VISCULA» чи не єдиний учасник фестивалю, якому максимально вдалося наблизитись до новітніх тенденцій в світовій популярній музиці».

### 2015 - 2016
"Китайський період" гурту «VISCULA» розпочинається у зв'язку з переїздом декількох учасників гурту до Китайська Народна Республіка. В кінці 2015 року, оновленим складом: Віталій Малишко (гітара), Маргарита Кардаш (вокал) та Роман Слободняк (акордеон) записується EP «Never Be the Same». Запис здійснюється у південно-китайському місті Сямень, на студії Project One Studio. У роботі також беруть участь філіппінські музиканти: Spark Florin (вокал), Recheal Castillo (бек вокал) та DJ Dabmenext. Саунд-продюсер - Ivan Guy Zerna. Мастеринг виконано у місті Пекін китайським звукорежисером LinXuan Lv (Life Awaits). Арт роботу до синглу «When I Go To Find You» та EP «Never Be The Same» створив молодий китайський художник Wayne Semi.

### 2016 - 2017
У кінці 2016 року, гітарист та засновник гурту «VISCULA», Віталій Малишко проходить кастинг та отримує піврічний контракт на співпрацю з британським гуртом Blue Note, з шоу яких він відвідує 12 країн континенту Америка. Саме там він знайомиться з Alan Grice, клавішником відомого британського гурту The Electric Soft Parade, який з того моменту стає постійним учасником «VISCULA». Разом з вокалістом Kane Head, у 2017 році, у місті Сан-Франциско вони записують EP «We Are One Body». Саунд-продюсером платівки виступив Dan Konopka, барабанщик і продюсер американського гурту OK Go. Арт роботу для синглу «Dance Cannot Be Killed» та міні-альбому «We Are One Body» виконала Нью-Йоркська художниця Natalie Kirch, учасник гранж колективу Sharkmuffin.

### 2018 - наші дні
По закінченню контракту, Віталій Малишко переїжджає до Лондон де формує новий склад «VISCULA». Після активної концертної діяльності по Лондонських клубах, гурт стає частиною столичної інді сцени. На початку 2019 року «VISCULA» підписує контракт з Британським лейблом The Animal Farm Music. Восени цього ж року у лондонській студії лейблу записується та випускається офіційний сингл «Just Go». Саунд-продюсер - Craig Smith. На пісню знімається музичне відео від Chris King - знаного кліпмейкера 90-х 4 Сингл також отримує офіційний ремікс від Лондонського продюсера Hannah Ledwidge. Влітку 2019 року «VISCULA» потрапляє у Chart-Topping London Artists на глобальній музичній платформі ReverbNation де сингл «Just Go» займає 4-е місце серед Лондонських гуртів у жанрі рок-музика. У кінці 2019 року, беззмінний лідер «VISCULA» Віталій Малишко нагороджується Мистецькою Радою Англії візою визначного таланту. Гітарист «VISCULA» стає першим українським музикантом, творча діяльність якого була відзначена Мистецькою Радою Англії. У 2020 році гурт записує сингл «Alien Milk» на студії Squarehead Studio, що у графстві Кент, Англія. Саунд-продюсер Rob Wilks, який раніше працював з такими британськими гуртами як The Kooks та Foals. Аніматор Douglas Chew створює музичне відео на новий реліз гурту 5 Сингл отримує гарну пресу в британській інді блогосфері та ротується на 12 радіостанціях Королівства. Новий альбом гурту «VISCULA», що називається «IV», вийшов 17 грудня 2021 року. Це четвертий альбом «VISCULA» і перший інструментальний. У запису взяли участь 4 музиканти, які зіграли усі партії на живо без будь-яких додаткових накладок. Окрім музикантів гурту, в альбомі брав участь легендарний радянський басист Олександр Тітов, який записав усі партії бас гітари. На даний момент він продовжує грати в рок-гуртах Кино та Аквариум. Над записом працював George Shilling, першокласний британський саунд-продюсер, відомий по співпраці з такими гуртами як Blur та Primal Scream. Арт роботу для синглів «Seagulls», «Rhumba» та альбому «IV» створив відомий британський колажист Tom Hodgkinson, який свого часу творив для таких гуртів як Keane та Archive. Альбом отримав схвальні відгуки від музичних критиків зі всього світу.

## Дискографія
- LP «Обірвані Дзвінки» 2003
- LP «Сумніви Геть!» 2004
- EP «Завжди Молодий» 2012
- LP «Любов і Папіроси» 2013
- EP «Never Be the Same» 2015
- EP «We Are One Body» 2017
- EP «Just Go» 2019
- LP «IV» 2021